# Wierzbie (województwo małopolskie)
Wierzbie – wieś w Polsce położona w województwie małopolskim, w powiecie miechowskim, w gminie Charsznica.
| SIMC    | Nazwa      | Rodzaj    |
| ------- | ---------- | --------- |
| 0233980 | Brzeziny   | część wsi |
| 0234005 | Stara Wieś | część wsi |
| 0233997 | Suśnia     | część wsi |

Wieś królewska, położona była w drugiej połowie XVI wieku w powiecie ksiąskim województwa krakowskiego, jej tenutariuszem w 1595 roku był Jan Królikowski, pisarz kancelarii królewskiej.. W latach 1975–1998 miejscowość należała administracyjnie do województwa kieleckiego.